# David Simon
David Simon (Washington D.C., 9 februari 1960) is een Amerikaanse televisiescenarist, producent, auteur en gewezen journalist. Hij is vooral bekend als bedenker van de misdaadserie The Wire (2002–2008).

## Biografie

### Jeugd
David Simon werd in 1960 geboren in de Amerikaanse hoofdstad Washington D.C.. Zijn vader Bernard Simon was een gewezen journalist en toenmalig PR-directeur van B'nai B'rith, een joodse serviceclub. Zijn moeder Dorothy Ligeti was een huisvrouw. Hij heeft een broer (Gary) en een zus (Linda), die in 1990 overleed.
David groeide op in een joodse familie met roots in Oost-Europa en Hongarije. Zijn grootvader langs moederszijde was van joodse afkomst, maar liet zijn achternaam "Leibowitz" veranderen in "Ligeti".
In 1977 maakte zijn vader deel uit van een groep van meer dan 140 mensen die in Washington gegijzeld werden door een terroristische bende onder leiding van Hamaas Abdul Khaalis, de vroegere algemeen secretaris van de Nation of Islam.
Simon studeerde af aan de Bethesda-Chevy Chase High School in Bethesda (Maryland) en schreef voor de schoolkrant The Tattler. In 1983 behaalde hij een diploma aan de Universiteit van Maryland. Aan de universiteit schreef hij voor de gerenommeerde studentenkrant The Diamondback en leerde hij zijn latere collega David Mills kennen.

### Journalist en auteur
Van 1982 tot 1995 werkte Simon als politiereporter voor de krant The Baltimore Sun. Gedurende zijn loopbaan bracht hij hoofdzakelijk verslag uit van de misdaad in Baltimore. Simon verklaarde ooit dat hij als journalist aanvankelijk altruïstisch was en geïnspireerd werd door hoe The Washington Post het Watergateschandaal aan het licht had gebracht. Naarmate hij meer ervaring opdeed werd hij pragmatischer.
In 1987 was Simon als vakbondsvertegenwoordiger betrokken bij de staking van de schrijversstaf. Ook na het einde van de staking bleef Simon ontevreden over de gang van zaken bij de krant. Hij zocht een reden om de redactie te verlaten en bedacht het plan om een roman te schrijven.
In 1988 volgde Simon een jaar lang een groep rechercheurs van de moordsectie van de Baltimore Police Department. Zijn bevindingen en ervaringen deelde hij in het non-fictieboek Homicide: A Year on the Killing Streets, dat in 1991 werd uitgebracht en een jaar later bekroond werd met de Edgar Allan Poe Award voor beste non-fictief misdaadboek.
In 1993 verliet Simon voor de tweede keer de krantenredactie om een boek te schrijven. Samen met Ed Burns, een gewezen moordrechercheur van de Baltimore Police Department, werkte hij gedurende drie jaar aan het boek The Corner: A Year in the Life of an Inner-City Neighborhood. Voor dat literair project observeerde hij een straathoek waar drugs gedeald werden en interviewde hij inwoners uit de buurt. Het boek werd in 1997 gepubliceerd en werd door The New York Times uitgeroepen tot "Notable Book of the Year".

### Televisie

#### Homicide: Life on the Street
De uitgevers van Simons boek Homicide: A Year on the Killing Streets hoopten het werk te verfilmen en stelden het project tevergeefs voor aan verscheidene regisseurs. Op aanraden van Simon werd het boek ook opgestuurd naar regisseur Barry Levinson, die van Baltimore afkomstig was. Levinson was onder de indruk, maar vond het boek meer geschikt voor een televisieserie dan voor een langspeelfilm.
De reeks werd van 1993 tot 1999 uitgezonden onder de naam Homicide: Life on the Street op zender NBC. Simon werkte als scenarioschrijver en producent mee aan de misdaadserie, die in totaal vier Emmy Awards won en de grote doorbraak betekende voor acteur Andre Braugher. Ook Simons vroegere studiegenoot David Mills werkte mee aan de serie. Simon en Mills schreven samen de eerste aflevering van het tweede seizoen. Voor die aflevering wonnen ze beide een WGA Award. Robin Williams, die een gastrol vertolkte in de aflevering, werd ook genomineerd voor een Emmy.

#### The Corner
Na het einde van de serie begonnen Simon en Mills ook aan een televisieversie van The Corner: A Year in the Life of an Inner-City Neighborhood. Het boek werd voor betaalzender HBO omgevormd tot een miniserie van zes afleveringen. The Corner (2000) werd bekroond met drie Emmy's, waaronder een voor het scenario van Simon en Mills.

#### The Wire
Tijdens de productie van Homicide: Life on the Street was het tot een conflict gekomen tussen Simon en NBC, dat de serie te pessimistisch vond. Daarom besloot hij om ook zijn volgende televisieproject, de misdaadserie The Wire, bij HBO te ontwikkelen. Hoewel de betaalzender niet stond te springen om een politieserie aan de programmatie toe te voegen, kreeg Simon de toestemming om een pilot uit te werken. Voor de nieuwe serie baseerde hij zich op de ervaringen van gewezen moordrechercheur Ed Burns, die afluisterapparatuur gebruikte om gewelddadige drugsdealers te arresteren, maar zich steevast stoorde aan de bureaucratie van het politiedepartement.
The Wire werd een groot succes. De serie, die van 2002 tot 2008 liep op HBO, lanceerde de carrières van onder meer Dominic West, Idris Elba en Michael K. Williams en werd alom geprezen om zijn realisme en de politieke en sociale thema's die het behandelde. Verscheidene tv-critici beschouwen The Wire als een van de beste televisieseries ooit.

#### Generation Kill
In 2008 bracht Simon met Generation Kill zijn volgende tv-project uit. De miniserie van HBO was gebaseerd op het gelijknamige boek van schrijver Evan Wright en volgde Amerikaanse soldaten van het US Marine Corps tijdens de Irakoorlog in 2003. De zevendelige reeks sleepte drie Emmy's in de wacht.

#### Treme
Samen met scenarioschrijver Eric Overmyer, met wie Simon eerder al had samengewerkt aan Homicide: Life on the Street en The Wire, bedacht hij de serie Treme. De dramareeks speelde zich af in New Orleans, net na de verwoestende doortocht van orkaan Katrina in 2005. De serie focuste zich op de muziekscene in de wijk Tremé en de politieke corruptie die met de wederopbouw van de stad gepaard ging. Verscheidene acteurs die aan The Wire hadden meegewerkt, vertolkten ook een rol in Treme. Onder meer Wendell Pierce, Clarke Peters, Jim True-Frost en James Ransone werkten aan beide series mee.

#### Show Me a Hero
In 2014 gaf HBO aan Simon de toestemming om de miniserie Show Me a Hero te ontwikkelen. Hij schreef de serie samen met scenarioschrijver en oud-journalist William F. Zorzi, die zo'n tien jaar aan het project gewerkt had. De zesdelige reeks, die gebaseerd werd op het gelijknamige boek van schrijfster Lisa Belkin, ging dieper in op de politieke carrière van Nick Wasicsko, die aan het einde van de jaren 1980 burgemeester was van Yonkers, een stad die door een verplicht woningbouwproject nationale aandacht kreeg en in twee kampen verdeeld werd. Alle afleveringen werden geregisseerd door Paul Haggis. De reeks leverde hoofdrolspeler Oscar Isaac een Golden Globe op.

#### The Deuce
In 2017 ontwikkelde Simon samen met auteur George Pelecanos de misdaadreeks The Deuce voor HBO. De serie speelt zich af in de jaren 1970 en '80 en volgt verschillende personages die betrokken zijn bij het prostitutiemilieu van Times Square (New York).

#### The Plot Against America
Na The Deuce werkte Simon opnieuw samen met Ed Burns. De twee schreven voor HBO samen The Plot Against America (2020), een miniserie gebaseerd op Philip Roths gelijknamige roman. De zesdelige reeks speelde zich net als het boek af in een alternatieve geschiedenis van de Verenigde Staten en volgde de opkomst van Amerikaans fascisme vanuit het standpunt van een joods gezin.

## Privéleven
In 1991 trouwde Simon met grafisch kunstenares Kayle Tucker, met wie hij een zoon (Ethan) kreeg. De twee zijn later gescheiden. In 1996 huwde hij met Laura Lippman, een gewezen journaliste van The Baltimore Sun. In 2010 werd hun dochter Georgia Ray geboren.

## Boeken en tv-series
Boeken
- Simon, David. Homicide: A Year on the Killing Streets. Boston: Houghton Mifflin, 1991. ISBN 978-0-395-48829-4
- Simon, David & Burns, Edward. The Corner: A Year in the Life of an Inner-City Neighborhood. New York: Broadway Books, 1997. ISBN 978-0-767-90030-0

Tv-series
- Homicide: Life on the Street (1993–1999)
- The Corner (2000)
- The Wire (2002–2008)
- Generation Kill (2008)
- Treme (2010–2013)
- Show Me a Hero (2015)
- The Deuce (2017–2019)
- The Plot Against America (2020)

## Prijzen
Emmy Award
2000 – Outstanding Miniseries – The Corner
2000 – Outstanding Writing for a Miniseries or a Movie – The Corner
Writers Guild of America Award
1995 – Episodic Drama – Homicide: Life on the Street
2002 – Dramatic Series – The Wire